# Grzebieniowa Skała
Grzebieniowa Skała, Grzebieniówka – pojedyncza skała na Kotlinie Orawsko-Nowotarskiej. Jest widoczna z szosy Nowa Biała – Białka Tatrzańska. Wznosi się na płaskim terenie, pośród dużych łąk po prawej stronie tej szosy, naprzeciwko znajdującej się tuż przy szosie skały Obłazowej Skałki i parkingu. Na północ od niej, w odległości około 60 m znajduje się wyższa i większa Cisowa Skała. Obydwie stanowią właściwie jedno wzgórze przedzielone przełęczą. Mimo niewielkiej wysokości względnej wyraźnie wyodrębniają się w terenie.
Wszystkie te skały wchodzą w skład tzw. Pienińskiego Pasa Skałkowego. Zbudowane są z odpornych na wietrzenie wapieni krynoidowych jednostki czorsztyńskiej, pochodzących z jury i górnej kredy. W wielu miejscach wapień jest odsłonięty, gdyż był eksploatowany przez miejscową ludność do celów budowlanych i do wypalania wapna. Porasta je bogata flora roślin wapieniolubnych. Obecnie planowane jest objęcie obydwu skał ochroną prawną.
Znajduje się w granicach miejscowości Nowa Biała w województwie małopolskim, w powiecie nowotarskim, w gminie Nowy Targ.

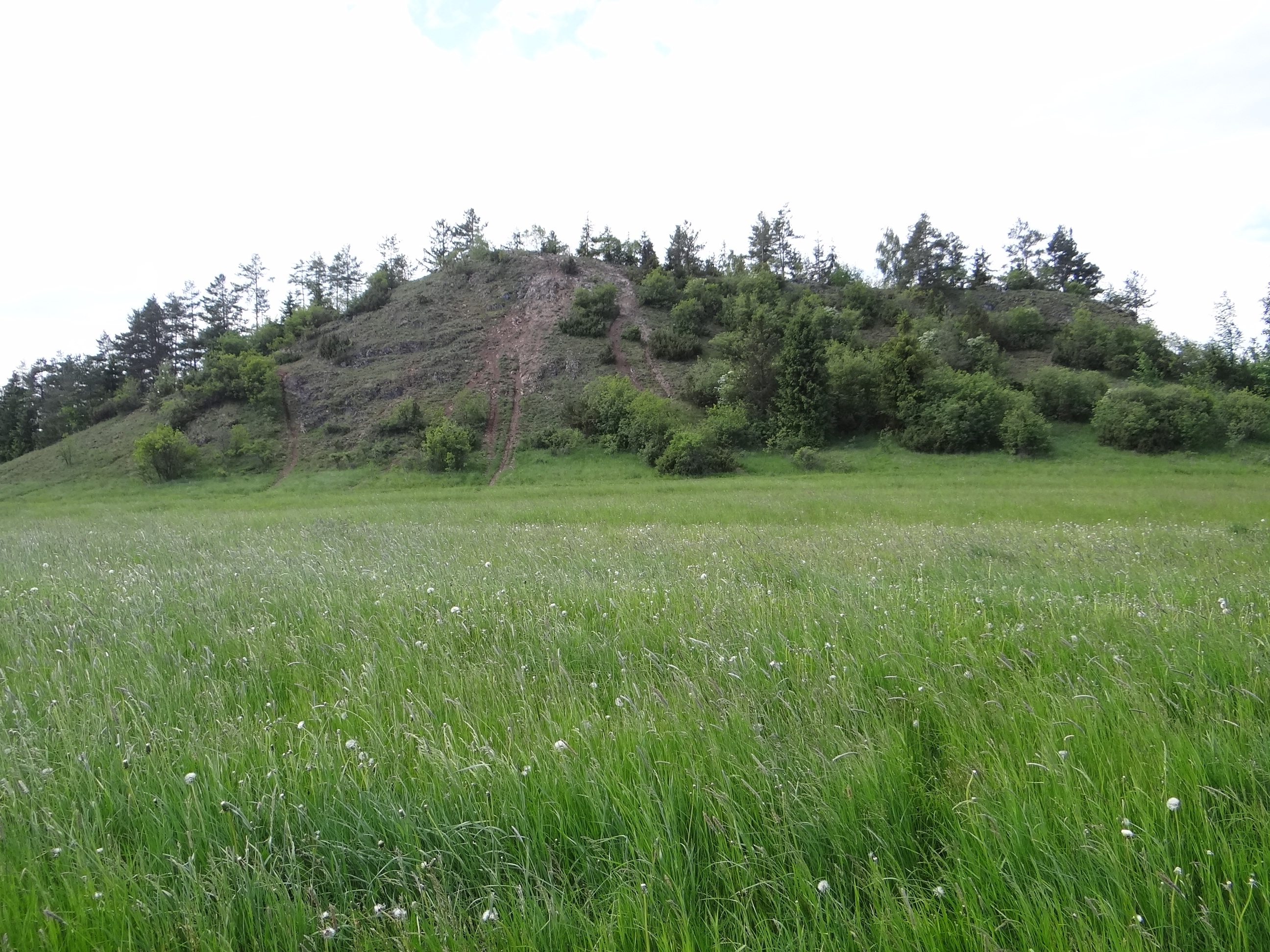
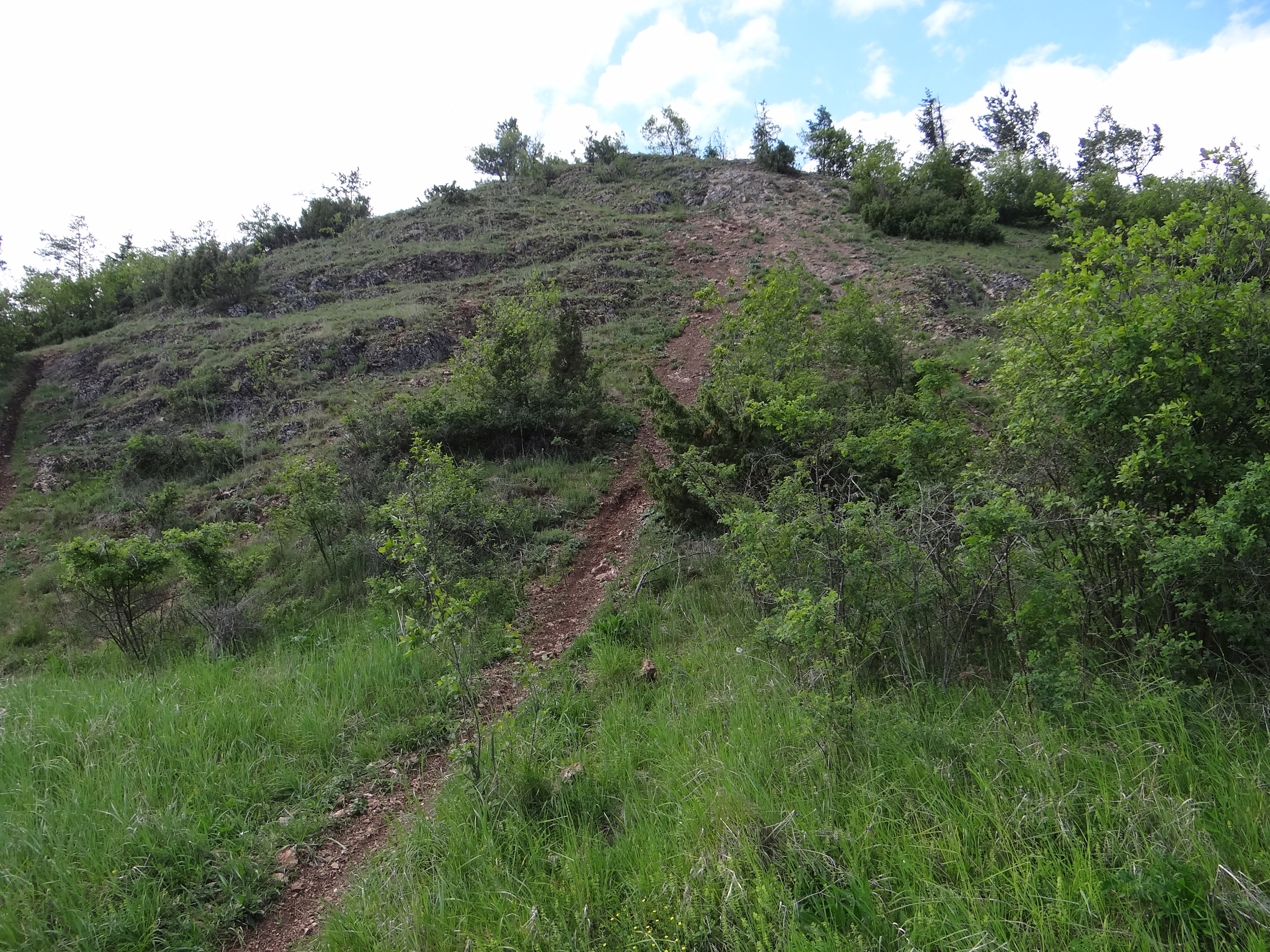
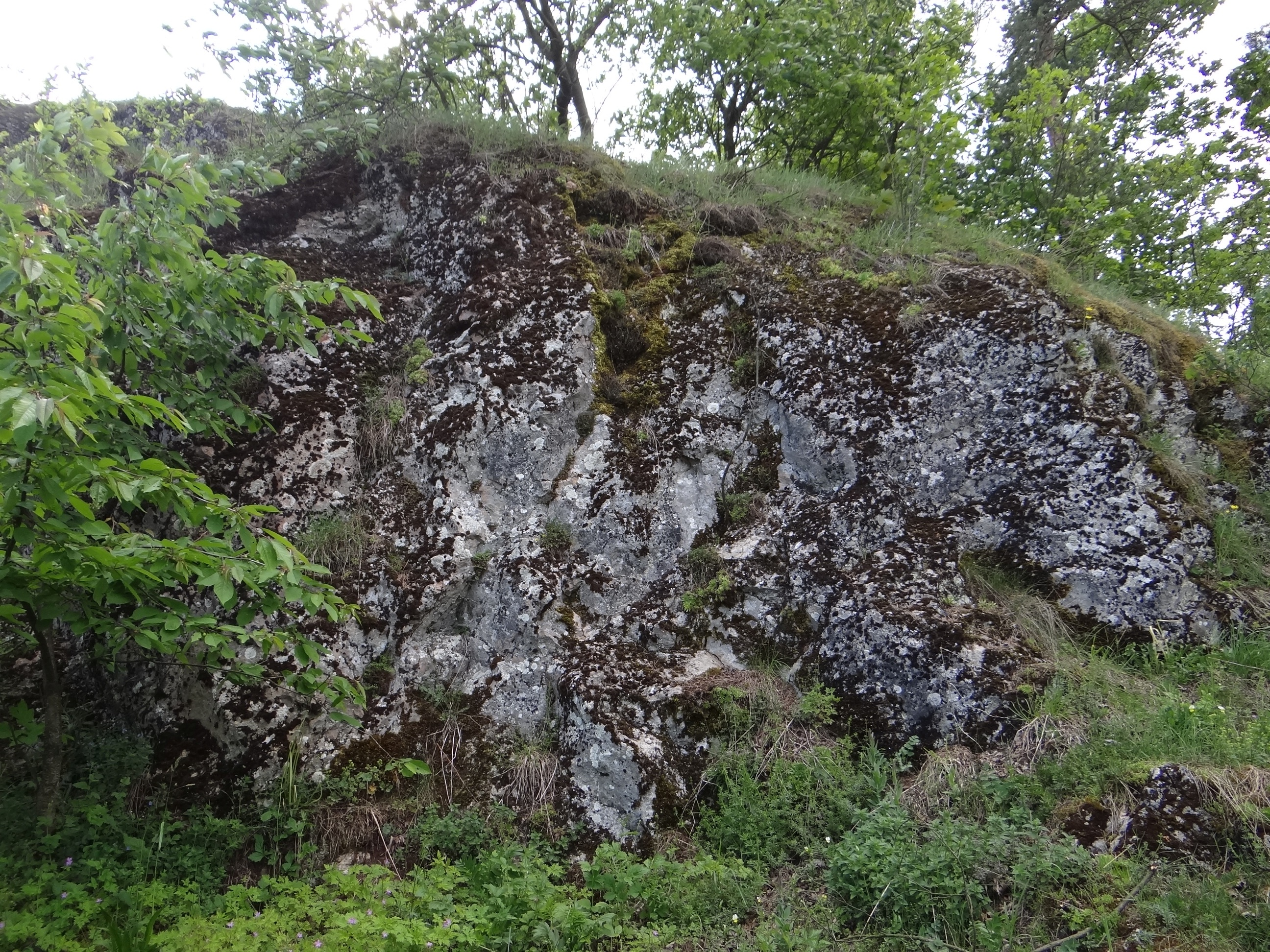
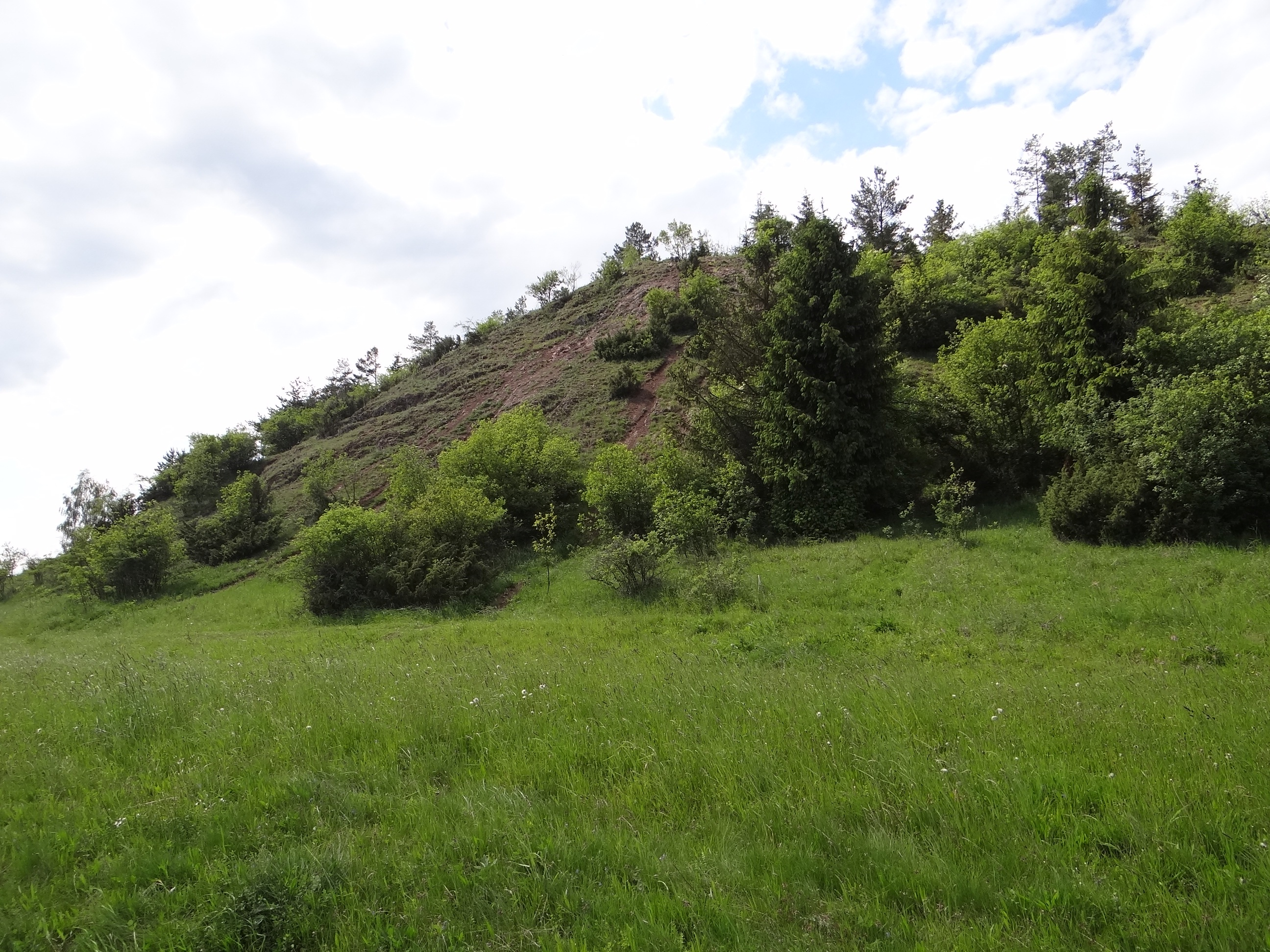